# Теодор Шулц
Теодор Шулц (на английски: Theodore Schultz) е американски икономист, удостоен с Нобелова награда за икономика през 1979 г., заедно с Артър Луис, за пионерни изследвания на проблемите на икономическото развитие, особено на проблемите на развиващите се страни.
През 1930 г. получава докторска степен по аграрна икономика. През 1960 г. става президент на Американската икономическа асоциация.

### Като автор
- Redirecting Farm Policy, Ню Йорк: Macmillan Company, 1943
- Agriculture in an Unstable Economy, Ню Йорк: McGraw-Hill, 1945
- The Economic Organization of Agriculture, McGraw-Hill, 1953
- The Economic Value of Education, Ню Йорк: Columbia University Press, 1963
- Transforming Traditional Agriculture, Ню Хейвън: Yale University Press, 1964
- Economic Growth and Agriculture, Ню Йорк: MacGraw-Hill, 1968
- Investment in Human Capital: The Role of Education and of Research, Ню Йорк: Free Press, 1971
- Human Resources (Human Capital: Policy Issues and Research Opportunities), Ню Йорк: National Bureau of Economic Research, 1972
- Investing in People, Лос Анжелис, University of California Press, 1981
- The Economics of Being Poor, Кеймбридж, Масачузетс, Blackwell Publishers, 1993

### Като редактор
- Food for the World, Чикаго: University of Chicago Press, 1945
- Investment in Human Beings, Чикаго: University of Chicago Press, 1962
- Investment in Education: Equity-Efficiency Quandary, Чикаго: University of Chicago Press, 1972
- New Economic Approaches to Fertility, Чикаго: University of Chicago Press, 1973
- Economics of the Family: Marriage, Children, and Human Capital, Чикаго: University of Chicago Press, 1974